# والتر آدامز (اقتصادي)
والتر آدامز (بالإنجليزية: Walter Adams؛ بالألمانية: Walter Adams) هو اقتصادي نمساوي وأمريكي، ولد في 27 أغسطس 1922 في فيينا في النمسا، وتوفي في 8 سبتمبر 1998 في إيست لانسنغ في الولايات المتحدة بسبب سرطان البنكرياس.